# Fangensinae
Sous-famille
Les Fangensinae sont une sous-famille d'opilions cyphophthalmes de la famille des Stylocellidae.

## Distribution
Les espèces de cette sous-famille sont endémique de Thaïlande.

## Liste des genres
Selon World Catalogue of Opiliones (13/04/2021) :
- Fangensis Rambla, 1994
- Giribetia Clouse, 2012

### Famille Stylocellidae
Selon World Catalogue of Opiliones (26 octobre 2024) :
- Fangensinae Clouse, 2012
  - Fangensis Rambla, 1994
  - Giribetia Clouse, 2012
- Leptopsalidinae Clouse, 2012
  - Leptopsalis Thorell, 1882
  - Miopsalis Thorell, 1890
- Stylocellinae Hansen & Sørensen, 1904
  - Meghalaya Giribet, Sharma & Bastawade, 2007
  - Stylocellus Westwood, 1874
- sous-famille indéterminée
  - † Mesopsalis Bartel, Dunlop & Giribet, 2023
  - † Palaeosiro Poinar, 2008
  - † Sirocellus Bartel, Dunlop & Giribet, 2023

## Publication originale
- Clouse, 2012 : « The lineages of Stylocellidae (Arachnida: Opiliones: Cyphophthalmi). » Zootaxa, no 3595, p. 1–34.